# ESO 540-030
ESO 540-030 es una Galaxia enana esferoidal en el Grupo de Sculptor
La galaxia se encuentra aprox.a más de 11 años luz de la Tierra.No es nada fácil encontrar galaxias situadas después de esta (ESO 540-030) y cinco estrellas brillantes entre la galaxia y nuestro sistema solar.